# 1,2-Difluorethan
1,2-Difluorethan ist eine chemische Verbindung aus der Gruppe der Fluorkohlenwasserstoffe. Unter den Bezeichnungen R152 und HFC-152 wurde der Stoff vorwiegend als Kältemittel eingesetzt. Er ist ein Isomer von 1,1-Difluorethan (HFC-152a).

## Gewinnung und Darstellung
1,2-Difluorethan kann durch Reaktion von Ethen mit Fluor gewonnen werden.
Eine weitere Darstellungsmethode ist die Addition von Fluor an Ethen mittels Xenondifluorid, wobei allerdings ein Produktgemisch aus 45 % 1,2-Difluorethan, 35 % 1,1-Difluorethan und 1,1,2-Trifluorethan entsteht.

## Eigenschaften
In flüssiger Form ist 1,2-Difluorethan gut löslich in Benzol und Chloroform ist. Sie liegt hauptsächlich in der cis-Form vor. In fester Form nahe ihrem Schmelzpunkt hat die Verbindung eine monokline Kristallstruktur mit der Raumgruppe C2/m (Raumgruppen-Nr. 12), wobei eine zweite Form mit einer orthorhombischen Kristallstruktur mit der Raumgruppe Raumgruppe P212121 (Raumgruppen-Nr. 19) existiert.

## Verwendung
1,2-Difluorethan wurde als Kältemittel verwendet.